# .jp
.jp è il dominio di primo livello nazionale assegnato al Giappone.
La registrazione è permessa ad organizzazioni e privati con un indirizzo postale in Giappone. Possono essere registrati domini contenenti caratteri giapponesi (kanji, hiragana e katakana).

## Storia
Nel 1986 la IANA affidò la gestione del dominio .jp a Jun Murai, fondatore due anni prima di JUNET, la prima rete interuniversitaria del paese e antesignana di Internet in Giappone. Dopo un primo periodo di amministrazione informale, nel dicembre del 1991 venne fondata la JNIC (Japan Network Information Center), organizzazione nata con lo scopo di gestire i servizi legati alla registrazione sotto il dominio .jp. Questa venne successivamente rinominata JPNIC nel 1993, e riorganizzata in qualità di National Internet Registry.
Diversi anni dopo, nel 2000, visto lo sviluppo del TLD, per JPNC la gestione dello stesso divenne problematica; nel dicembre dello stesso anno venne deciso di creare un'apposita società, la JPRS (Japan Registry Service), a cui verrà ufficialmente trasferita la delega il 30 giugno 2003.

## Domini di secondo livello
Sono disponibili i seguenti domini di secondo livello:
- .co.jp
- .or.jp
- .ne.jp
- .gr.jp
- .ed.jp
- .ac.jp
- .go.jp
- .ad.jp
- .lg.jp
- .tokyo.jp
- .osaka.jp